# Anisopodus arachnoides
Anisopodus arachnoides är en skalbaggsart som först beskrevs av Audinet-serville 1835.  Anisopodus arachnoides ingår i släktet Anisopodus och familjen långhorningar.
Artens utbredningsområde är Paraguay. Inga underarter finns listade i Catalogue of Life.